# Андрониковская икона Божией Матери
Андро́никова ико́на Бо́жией Ма́тери (Андро́никовская, Гре́ческая Андроникова икона) — икона Богородицы, почитаемая чудотворной, бывшая домашней святыней византийского императора Андроника III Палеолога (в честь которого и получила именование).

## История
По преданию, Андроникова икона написана евангелистом Лукой. По первому сохранившемуся документальному свидетельству об иконе, в 1347 году император Андроник пожертвовал её Монемвасийскому монастырю в Морее, где она пребывала до начала XIX века. По названию монастыря икона называлась также Монемвасийской.
Когда во время борьбы греков за независимость (1821 год) Монемвасия (в числе многих других греческих городов) подверглась опустошению, настоятель монастыря, епископ Агапий, оставив все сокровища монастыря в руках неприятелей, спас только чудотворную Андрониковскую икону и скрылся с нею в город Патры. Перед смертью Агапий завещал эту святыню своему родственнику, русскому генеральному консулу И. Н. Влассопуло, сын и наследник которого, А. И. Влассопуло, послал её из Афин в 1839 году с письмом на Высочайшее имя в Одессу для препровождения её в Петербург императору Николаю Павловичу.
С 1839 по 12 (ст. ст.) мая 1868 года Андрониковская икона находилась в Зимнем дворце, а с 12 мая 1868 года по 16 (ст. ст.) апреля 1877 года — в Троицком соборе, что на Петербургской стороне. В 1885 году была перенесена в женский монастырь во имя Казанской иконы Божией Матери в город Вышний Волочёк Тверской губернии. В 1983 году икона была украдена из Богоявленского собора Вышнего Волочка, и нынешнее её местонахождение неизвестно.
Литографическая копия Андрониковской иконы Божией Матери находится во Введенской церкви Феодоровского женского монастыря в Переславле-Залесском, где считается чудотворной.

## Описание
Размер иконы около 25 × 35 см. Богородица изображена оплечно, без Младенца. На шее Божией Матери с правой стороны кровоточащая рана. В нижней части иконы был приделан футляр, в котором хранился нож дамасской стали с костяной рукоятью, которым турок-икононенавистник нанёс удар иконе, после чего и появилась кровоточащая рана. К иконе прилагался также вышитый византийский герб (двуглавый орёл), подтверждающий императорское происхождение образа. 

## Почитание
Празднование в честь иконы 1 (14) мая и 22 октября (4 ноября).